# 吳文華 (香港)
吳文華，SBS（1951年5月—），香港立法會第二任秘書長，亦是立法會大樓遷至金鐘後的首任秘書長。

## 教育
吳文華小學畢業於天神嘉諾撒學校。初中在德望學校就讀，
中四時推動學校成立學生會並成為第一屆學生會會長，中五後轉讀瑪利諾修院學校，曾跟隨國畫大師趙少昂學習水墨畫。她是香港董事學會資深會員，同時持有公司董事專業文憑。吳文華在退休後，於2013年開始以網上進修形式修讀學士課程，並於2018年在澳大利亞新英倫大學商業學院取得機構管治(Organisational Leadership)學士學位。

## 事業
1974年於香港政府任職行政主任，1990年由政府借調到當時的行政立法兩局議員辦事處任總行政主任，1994年離開政府，加入立法局秘書處任職助理秘書長。1997年初任臨時立法會秘書，直至香港主權移交後重回原來崗位。2008年獲委任立法會秘書長 (屬署長級D6職級)，期間負責監督新立法會大樓的落成和立法會搬遷。2012年退休，由前教育局副局長陳維安接任。其後受立法會聘任為主筆，負責撰寫《香港特別行政區立法會歷史、規則及行事手冊》，2016年完成。吳文華共服務過3屆立法局和4屆立法會，歷經地區直選出現、秘書處脫離香港政府成立為立法會的獨立部門、1997年香港主權移交等階段。
2012年起，吳文華受聘於聯合國發展計劃 (UNDP)在緬甸、越南等國家任國際議會顧問，並協助國會舉辦培訓工作坊。吳文華亦在香港科技大學任客席教授，協助設計和教授公共政策課程。
2016年成立了社企柏安康有限公司，僱用殘疾人士發展一站式長者資訊平台we60.com，為"綠齡人士"(即60歲及以上人士)提供有關家居設計、院舍、長者社區服務、健康飲食、養生、康樂文化活動、旅遊、終身學習及就業、家庭朋友間關係、照顧者指南、善終等資訊。網站於2017年5月啓用，至2020年5月，纍計讀者已達630,000人。
2018年起，吳文華以顧問身分擔任天大研究院香港政策研究中心主任，領導研究團隊進行多項涉及公共政策的研究。

## 私人生活
吳文華與丈夫育有兩名子女。1977年，吳氏丈夫因肝癌逝世。後吳氏曾與香港語言及文學學者何文匯交往。

## 獎項
1999年，吳文華獲行政長官頒發公共服務獎狀。
2012年，獲行政長官頒發銀紫荊星章。